# Wulkanoidy

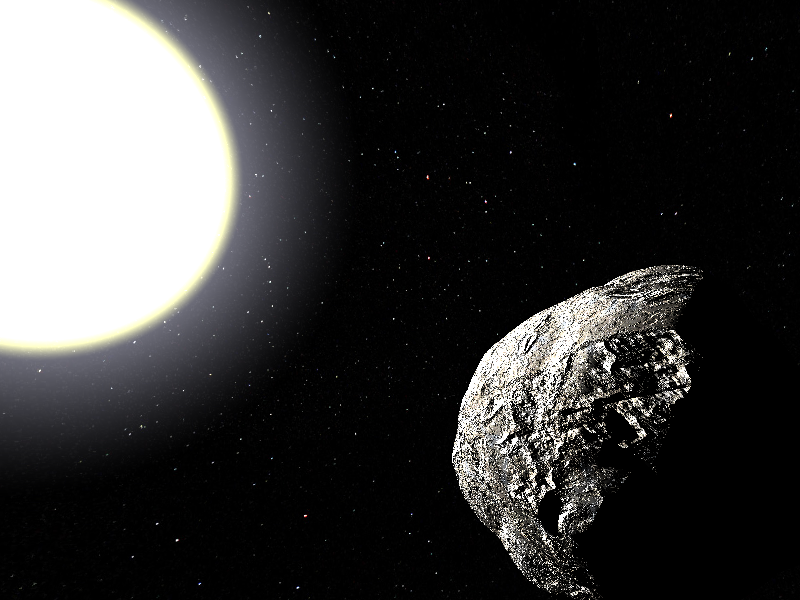
Wyobrażenie planetoidy z grupy wulkanoidów

Wulkanoidy – hipotetyczne planetoidy, które obiegają Słońce po orbitach przebiegających wewnątrz orbity planety Merkury. Nazwa pochodzi od hipotetycznej planety Wulkan, której istnienie jest obecnie wykluczone. Dotychczas żadne takie planetoidy nie zostały odkryte; nie ma pewności, czy w ogóle istnieją.
Jeśli istnieją, wulkanoidy mogły uniknąć wykrycia ze względu na bardzo małe rozmiary i położenie na niebie blisko tarczy Słońca. Ze względu na bliskość Słońca, poszukiwania z Ziemi mogą być wykonywane tylko o zmroku lub podczas zaćmienia Słońca. Współczesne obserwacje nakładają ograniczenia na możliwą populację wulkanoidów: muszą one mieć średnicę nie większą niż 6 km i prawdopodobnie krążą po prawie kołowych orbitach w pobliżu zewnętrznej krawędzi grawitacyjnie stabilnego obszaru.
Wulkanoidy, o ile zostałyby odkryte, mogłyby dostarczyć naukowcom pierwotnego materiału okresu formowania się planet, a także dałyby wgląd w warunki panujące we wczesnym Układzie Słonecznym. Chociaż każdy inny grawitacyjnie stabilny region w Układzie Słonecznym zawiera ciała niebieskie, to efekty niegrawitacyjne (takie jak efekt Jarkowskiego) lub wpływ migracji planet w początkowej fazie rozwoju Układu Słonecznego, mogły wyczyścić ten obszar z wszelkich ewentualnych planetoid.

## Historia obserwacji

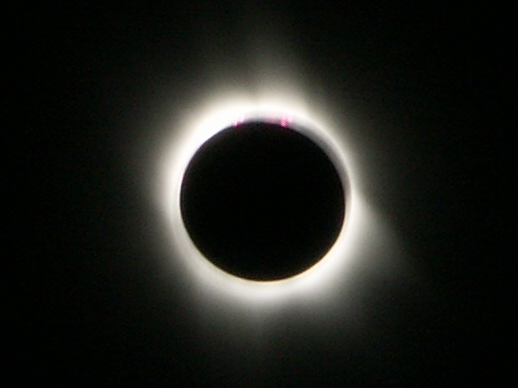
Całkowite zaćmienie Słońca; takie wydarzenia są okazją do poszukiwania wulkanoidów z Ziemi

Przez stulecia postulowano istnienie i poszukiwano ciał niebieskich krążących bliżej Słońca niż Merkury. Niemiecki astronom Christoph Scheiner w 1611 roku sądził, że zaobserwował małe ciała przechodzące przed tarczą Słońca, ale później wykazano, że były to plamy słoneczne. W 1850 r. Urbain Le Verrier przeprowadził szczegółowe obliczenia orbity Merkurego i znalazł niewielkie odchylenie od przewidywanych wartości w precesji peryhelium planety. Postulował on, że możliwym wyjaśnieniem jest oddziaływanie grawitacyjne z planetą lub małym pierścieniem planetoid na bliższej Słońca orbicie. Wkrótce potem astronom amator Edmond Lescarbault ogłosił, że widział tranzyt postulowanej planety przez tarczę Słońca; nowa planeta została nazwana Wulkan, ale nigdy więcej nie była widziana. Anomalne zachowanie orbity Merkurego zostało wyjaśnione przez Einsteina w ramach ogólnej teorii względności w 1915 roku. Nazwa „wulkanoidy” wywodzi się właśnie od owej hipotetycznej planety. Lescarbault prawdopodobnie widział inną dużą plamę słoneczną.
Wulkanoidy, o ile istnieją, są trudne do wykrycia ze względu na silny blask pobliskiego Słońca; obserwacje naziemne mogą być wykonywane tylko o zmierzchu lub w czasie zaćmienia Słońca. W pierwszych latach XX wieku podczas kilku zaćmień przeprowadzono obserwacje, które nie wykazały istnienia żadnych wulkanoidów; tym niemniej obserwacje w czasie zaćmienia są wciąż wykorzystywaną metodą ich poszukiwania. Konwencjonalne teleskopy nie nadają się do obserwacji takich planetoid, ponieważ Słońce może uszkodzić ich optykę.
W 1998 roku astronomowie przeanalizowali dane z instrumentu LASCO umieszczonego w sondzie SOHO, który jest zestawem trzech koronografów. Dane zebrane od stycznia do maja tego roku nie wykazały żadnych wulkanoidów o wielkości 7m. To odpowiada średnicy około 60 km, przy założeniu, że planetoidy te mają albedo podobne do Merkurego. W szczególności zostało wykluczone istnienie dużej planetoidy krążącej w odległości 0,18 au od gwiazdy, przewidywanej przez teorię względności skal.
W późniejszych próbach wykrycia wulkanoidów wykorzystywano obserwacje lotnicze, podczas których sprzęt astronomiczny był wynoszony w wyższe warstwy atmosfery, gdzie niebo o zmierzchu jest ciemniejsze i czystsze niż widziane z powierzchni. W 2000 roku planetolog Alan Stern prowadził obserwacje strefy wulkanoidów za pomocą samolotu rozpoznawczego Lockheed U-2, lecąc o zmierzchu na wysokości 21 300 m. W 2002 roku Stern i Dan Durda przeprowadzili podobne badania z użyciem myśliwca F-18, wykonując trzy loty nad pustynią Mojave na wysokości 15 000 m. Nawet na tych wysokościach atmosfera jest względnie gęsta i może utrudniać obserwacje. 16 stycznia 2004 z White Sands w Nowym Meksyku została wystrzelona rakieta sondażowa Black Brant, wynosząc kamerę VulCam w dziesięciominutowy lot suborbitalny. Rakieta osiągnęła wysokość 274 km, kamera wykonała 50 000 zdjęć. Zdjęcia nie wykazały obecności żadnych wulkanoidów, ale pojawiły się problemy techniczne.
Dane przesłane przez sondę MESSENGER, krążącą do 2015 roku wokół Merkurego, również mogą być użyteczne w poszukiwaniu wulkanoidów. Możliwości obserwacyjne sondy były ograniczone, ponieważ instrumenty badawcze muszą być ukryte za osłoną termiczną, aby uniknąć ich uszkodzenia. Sonda wykonała zdjęcia obejmujące fragment zewnętrznej części strefy wulkanoidów, nie znajdując tych planetoid. Przewiduje się, że byłaby w stanie zaobserwować obiekty o średnicach co najmniej 15 km w zewnętrznej części obszaru ich hipotetycznego występowania. Także europejski orbiter Merkurego BepiColombo jest wyposażony w kamerę, zdolną do wykrycia obiektów jaśniejszych niż 18m w zewnętrznej części pasa.
Bliźniacze sondy kosmiczne STEREO, obserwujące Słońce i jego bliskie otoczenie z przeciwbieżnych orbit heliocentrycznych, nie zdołały wykryć żadnych planetoid krążących bliżej Słońca niż Merkury. Oznacza to, że najprawdopodobniej nie istnieją wulkanoidy o średnicy większej niż 5,7 km. Misja Parker Solar Probe, która ma się zbliżyć jeszcze bardziej do Słońca, będzie miała możliwość wykrycia słabszych obiektów, bądź nałożenia silniejszych ograniczeń na ich rozmiary.

## Orbity

Strefa w której mogą krążyć wulkanoidy (pomarańczowa) w porównaniu z orbitami Merkurego, Wenus i Ziemi

Wulkanoidy są definiowane jako planetoidy o stabilnej orbicie, której półoś wielka jest mniejsza niż półoś wielka orbity Merkurego (0,387 au). Ta kategoria nie obejmuje obiektów takich jak komety muskające Słońce czy znane planetoidy przecinające orbitę Merkurego, które mają peryhelium wewnątrz orbity tej planety, ale mają znacznie większe półosie wielkie i oddalają się od Słońca znacznie bardziej niż on.
Obliczenia wskazują na istnienie grawitacyjnie stabilnego obszaru wewnątrz orbity Merkurego, w odległości od ~0,09 do 0,20 au od Słońca. Wewnętrzna granica może teoretycznie sięgać aż 0,06 au; na bliższych orbitach utrata masy na skutek sublimacji doprowadziłaby do zniszczenia obiektów. Orbity w pobliżu 0,15 i 0,18 au są destabilizowane przez rezonans orbitalny z Merkurym i Wenus, co tworzy przerwy w hipotetycznym pasie wulkanoidów analogiczne do przerw Kirkwooda w pasie planetoid. Wszystkie inne podobnie stabilne obszary w Układzie Słonecznym okazały się zawierać jakieś ciała niebieskie, choć efekty niegrawitacyjne takie jak ciśnienie promieniowania, efekt Poyntinga-Robertsona i efekt Jarkowskiego mogły zubożyć pierwotną populację wulkanoidów. Ocenia się, że obecnie nie istnieje więcej niż 300–900 wulkanoidów o promieniu większym niż 1 km, o ile w ogóle istnieją. Grawitacyjna stabilność strefy wulkanoidów wynika po części z faktu, że sąsiaduje z nią orbita tylko jednej planety. Pod tym względem można ją porównać do pasa Kuipera.
Zewnętrzna granica strefy wulkanoidów znajduje się około 0,20 au od Słońca. Orbity dalsze niż 0,21 au są niestabilne ze względu na grawitacyjne oddziaływanie Merkurego i jakikolwiek obiekt krążący tam trafiłby na orbitę przecinającą orbitę Merkurego w czasie rzędu 100 milionów lat; ciała krążące pomiędzy 0,18 a 0,21 au mogą pozostawać na swoich orbitach w dłuższym okresie, lecz nie tak długim jak czas istnienia Układu Słonecznego (4,5 mld lat). Wewnętrzna krawędź nie jest wyraźnie określona: obiekty krążące bliżej niż 0,06 au są bardzo podatne na efekt Poyntinga-Robertsona i efekt Jarkowskiego, a planetoida krążąca w odległości nawet 0,09 au miałaby temperaturę 1000 K lub wyższą, wystarczająco dużą, aby jej czas życia ograniczało odparowanie rozgrzanych skał.
Hipotetyczna strefa wulkanoidów jest bardzo mała w porównaniu do pasa planetoid. Kolizje ewentualnych obiektów w tym obszarze byłyby częste i wysokoenergetyczne, prawdopodobnie destrukcyjne. Najkorzystniejszą lokalizacją dla planetoidy w tym obszarze jest kołowa orbita przebiegająca w pobliżu zewnętrznej krawędzi grawitacyjnie stabilnego obszaru. Wulkanoidy prawdopodobnie nie mają inklinacji większej niż około 10° do ekliptyki. Możliwe jest również istnienie planetoid trojańskich w pobliżu punktów libracyjnych na orbicie Merkurego.

## Charakterystyka fizyczna
Jeśli istnieją jakiekolwiek wulkanoidy, to muszą być stosunkowo niewielkimi planetoidami. Dotychczasowe obserwacje, szczególnie sond kosmicznych STEREO, wykluczają istnienie w tym obszarze planetoid o średnicy większej niż 6 km. Minimalny rozmiar jest rzędu 100 m; cząstki mniejsze niż 0,2 μm są silnie odpychane przez ciśnienie promieniowania, a obiekty mniejsze niż 70 m na skutek efektu Poyntinga-Robertsona nieuchronnie spadną na Słońce. Jednak ze względu na to, że jasność Słońca stopniowo rośnie wraz z jego ewolucją i w przeszłości była mniejsza niż obecnie, mniejsze, kilkudziesięciometrowe obiekty mogłyby przetrwać do chwili obecnej. Bardziej prawdopodobne jest istnienie większych obiektów, których średnice mogą przekraczać 1 km. Byłyby one niemal tak gorące, aby żarzyć się na czerwono.
Uważa się, że wulkanoidy, o ile istnieją, mogą być bogate w pierwiastki o wysokiej temperaturze topnienia, takie jak żelazo i nikiel. Prawdopodobne nie mają regolitu, ponieważ luźne fragmenty skał ogrzewają się i chłodzą szybciej niż lita skała, i większy wpływ na nie ma efekt Jarkowskiego. Wulkanoidy prawdopodobnie mają kolor i albedo podobne do Merkurego, i mogą zawierać pierwotną materię, pozostałą po wczesnych etapach powstawania Układu Słonecznego.
Istnieją dowody na to, że Merkury został uderzony przez duży obiekt stosunkowo późno w historii planety. Taka kolizja mogłaby zniszczyć dużą część skorupy i płaszcza Merkurego, co wyjaśniałoby dlaczego zewnętrzne warstwy tej planety są tak cienkie w porównaniu z innymi planetami typu ziemskiego. Jeżeli takie uderzenie miało miejsce, wyrzucona w jego wyniku materia może wciąż okrążać Słońce w strefie wulkanoidów.

## Znaczenie
Wulkanoidy, będąc nową klasą małych ciał Układu Słonecznego, byłyby interesujące same w sobie, ale samo zweryfikowanie ich istnienia przyniosłoby informacje na temat powstania i ewolucji Układu Słonecznego. Jeśli istnieją, to mogą zawierać materię pozostałą z najwcześniejszego okresu formowania się planet i pomóc określić warunki, w których powstawały planety skaliste, w szczególności Merkury. Jeśli wulkanoidy istnieją lub istniały w przeszłości, to stanowiły one dodatkową populację ciał bombardujących powierzchnię Merkurego, ale nie innych planet, przyczyniając się do tego, że powierzchnia ta wydaje się geologicznie starsza, niż jest w rzeczywistości. Jeśli okaże się, że wulkanoidy nie istnieją, nałoży to inne ograniczenia na warunki powstawania planet i będzie sugestią, że w wewnętrznym Układzie Słonecznym miały miejsce inne procesy, takie jak migracja planet, która „wyczyściła” ten obszar z drobnych ciał.